# Rhynchospora odorata
Rhynchospora odorata är en halvgräsart som beskrevs av Charles Wright och August Heinrich Rudolf Grisebach. Rhynchospora odorata ingår i släktet småag, och familjen halvgräs. Inga underarter finns listade i Catalogue of Life.